# Burgstall Neuhausen
Der Burgstall Neuhausen befindet sich in Neuhausen, einem Gemeindeteil der niederbayerischen Gemeinde Volkenschwand im Landkreis Kelheim. Die Höhenburganlage liegt 850 m nordöstlich der Pfarrkirche St. Ägidius von Volkenschwand in Spornlage auf dem Kirchberg (östlich der Volkenschwander Straße) und in unmittelbarer Nähe zur Großen Laber.  Sie wird als „Burgstall des Mittelalters“ unter der Aktennummer D-2-7337-0064 im Bayernatlas aufgeführt.